# Качанов, Евгений Сергеевич
Евгений Сергеевич Качанов (род. 13 июня 1938, Донецк) — советский и российский учёный, изобретатель, лауреат Государственных премий СССР (1977) и УССР (1983).

## Биография
Окончил Московский энергетический институт по специальности «радиофизика и электроника» (1961). Работал в КНИРТИ (Калужский научно-исследовательский радиотехнический институт, г. Жуков):
- 1961—1967 инженер,
- 1967—1975 зав. лабораторией,
- 1975—1987 главный инженер,
- 1989—2013 директор КНИРТИ.

Кандидат технических наук. Ведущий разработчик и главный конструктор многих НИОКР, в том числе авиационных средств и комплексов радиоэлектронной борьбы. Почётный радист. Лауреат Государственной премии СССР (1977) и УССР (1983). Соавтор 22 изобретений в области радиотехники.
Награждён орденом Трудового Красного Знамени (1974), медалью «Ветеран труда», юбилейными медалями «За доблестный труд» и «300 лет Российскому флоту», знаком «Почётный радист», знаком ФНПР «За содружество». За заслуги в разработке специальной техники и в связи с 50-летием основания ФГУП «КНИРТИ» в 2007 г. награждён орденом Почёта.